# Sløringsmønster M/84
Sløringsmønster M/84 er et camouflagemønster indført i den danske hær omkring 1984. Mønsteret er blevet brugt til en lang række genstande – lige fra uniformer, felt telte og toilettasker.
Forsvarets Forskningstjeneste (FOFT) foretog i 1970'erne en række forsøg med det Flecktarn-mønster, som "vandt" ved Den (vest)tyske Hærs "Truppenversuch 76". Flecktarn havde 5 farver, men man valgte at reducere antallet til 3 (grøn, lys grøn og sort), som passede ind i den danske natur. De første uniformer, som blev testet ved enhederne, blev betegnet T/78. Omkring 1984 blev Uniformssystem M/84 så indført. Siden da er et stort antal genstande blevet indført i Sløringsmønster M/84. Desuden er der udviklet en ørkenudgave af sløringsmønsteret (i farverne sand, grøn og mellembrun). Der findes en række kopier af M/84 – bl.a. kommercielle jakker fremstillet i et lignende mønster.

## Udvikling
Der er ved udviklingen af Sløringsmønster M/84 gjort meget ud af, at mønsteret skulle passe i den danske natur.[kilde mangler] Denne udvikling blev foretaget af Forsvarets Forskningstjeneste. Det firma (DADCON), som var involveret i disse analyser, hjalp senere Det canadiske Forsvar med udviklingen af deres CADPAT-camouflagemønster. Det er bemærkelsesværdigt, at M/84 og CADPAT ligner hinanden forholdsvist meget på mindre afstand.

## Ekstern henvisning
- Sammenligning af dansk M/84 og tysk Flecktarn Arkiveret 28. oktober 2007 hos  Wayback Machine